# Critics’ Choice Super Awards 2021
Die erste Verleihung der US-amerikanischen Critics’ Choice Super Awards (englisch 1st Critics’ Choice Super Awards), die jährlich von der Critics Choice Association (CCA) vergeben werden, fand am 10. Januar 2021 statt. Die Verleihung wurde live vom US-Sender The CW ausgestrahlt.
Die Nominierungen wurden am 19. November 2020 bekanntgegeben.

## Gewinner und Nominierte im Bereich Film
| Serie/Film                                      | N | A |
| ----------------------------------------------- | - | - |
| Palm Springs                                    | 5 | 3 |
| Birds of Prey: The Emancipation of Harley Quinn | 4 | 2 |
| Freaky                                          | 4 | 1 |
| The Hunt                                        | 4 | 1 |
| The Old Guard                                   | 4 | 1 |
| Sonic the Hedgehog                              | 4 | 1 |
| Familie Willoughby                              | 4 | 0 |
| Onward: Keine halben Sachen                     | 4 | 0 |
| Soul                                            | 3 | 3 |
| Der geheime Club der zweitgeborenen Royals      | 3 | 0 |
| Possessor                                       | 3 | 0 |
| Synchronic                                      | 3 | 0 |
| Tod im Strandhaus                               | 3 | 0 |
| Die Weite der Nacht                             | 3 | 0 |
| Wolfwalkers                                     | 3 | 0 |
| Da 5 Bloods                                     | 2 | 2 |
| Der Unsichtbare                                 | 2 | 2 |
| Bad Boys for Life                               | 2 | 0 |
| Die bunte Seite des Monds                       | 2 | 0 |
| Greyhound – Schlacht im Atlantik                | 2 | 0 |
| Mulan                                           | 2 | 0 |
| The Outpost – Überleben ist alles               | 2 | 0 |
| Sputnik – Es wächst in dir                      | 2 | 0 |
| Tenet                                           | 2 | 0 |
| Tyler Rake: Extraction                          | 2 | 0 |

### Bester Actionfilm
Da 5 Bloods – Produktion: Jon Kilik, Spike Lee, Beatriz Levin und Lloyd Levin
Bad Boys for Life – Produktion: Doug Belgrad, Jerry Bruckheimer und Will Smith
Tyler Rake: Extraction (Extraction) – Produktion: Eric Gitter, Chris Hemsworth, Mike Larocca, Anthony Russo, Joe Russo und Peter Schwerin
Greyhound – Schlacht im Atlantik (Greyhound) – Produktion: Gary Goetzman
The Hunt – Produktion: Jason Blum und Damon Lindelof
Mulan – Produktion: Chris Bender, Tendo Nagenda, Jason T. Reed und Jake Weiner
The Outpost – Überleben ist alles (The Outpost) – Produktion: Marc Frydman, Jeffrey Greenstein, Yariv Lerner, Paul Merryman, Paul Tamasy, Les Weldon und Jonathan Yunger
Tenet – Produktion: Christopher Nolan und Emma Thomas

### Bester Schauspieler in einem Actionfilm
Delroy Lindo – Da 5 Bloods
Tom Hanks – Greyhound – Schlacht im Atlantik (Greyhound)
Chris Hemsworth – Tyler Rake: Extraction (Extraction)
Caleb Landry Jones – The Outpost – Überleben ist alles (The Outpost)
Will Smith – Bad Boys for Life
John David Washington – Tenet

### Beste Schauspielerin in einem Actionfilm
Betty Gilpin – The Hunt
Liu Yifei – Mulan
Blake Lively – The Rhythm Section – Zeit der Rache (The Rhythm Section)
Iliza Shlesinger – Spenser Confidential
Hilary Swank – The Hunt

### Bester Horrorfilm
Der Unsichtbare (The Invisible Man) – Produktion: Jason Blum und Kylie du Fresne
Freaky – Produktion: Jason Blum
Relic – Dunkles Vermächtnis (Relic) – Produktion: Jake Gyllenhaal, Riva Marker, Anna McLeish und Sarah Shaw
Tod im Strandhaus (The Rental) – Produktion: Dave Franco, Elizabeth Haggard, Teddy Schwarzman, Ben Stillman, Christopher Storer und Joe Swanberg
Sputnik – Es wächst in dir (Спутник, Sputnik) – Produktion: Alexander Andrjuschtschenko, Fjodor Bondartschuk, Pawel Burja, Wjatscheslaw Murugow, Murad Osmann, Ilja Stjuart und Michail Wrubel

### Bester Schauspieler in einem Horrorfilm
Vince Vaughn – Freaky
Sope Dirisu – His House
Pjotr Fjodorow – Sputnik – Es wächst in dir (Спутник, Sputnik)
Michiel Huisman – The Other Lamb
Dan Stevens – Tod im Strandhaus (The Rental)

### Beste Schauspielerin in einem Horrorfilm
Elisabeth Moss – Der Unsichtbare (The Invisible Man)
Haley Bennett – Swallow
Angela Bettis – 12 Hour Shift
Kathryn Newton – Freaky
Sheila Vand – Tod im Strandhaus (The Rental)

### Bester Science-Fiction- oder Fantasyfilm
Palm Springs – Produktion: Chris Parker, Andy Samberg, Akiva Schaffer, Dylan Sellers, Becky Sloviter und Jorma Taccone
Love and Monsters – Produktion: Dan Cohen und Shawn Levy
Possessor – Produktion: Fraser Ash, Niv Fichman, Kevin Krikst und Andrew Starke
Synchronic – Produktion: Justin Benson, David Lawson Jr., Michael Mendelsohn und Aaron Moorhead
Die Weite der Nacht (The Vast of Night) – Produktion: Adam Dietrich, Melissa Kirkendall und Andrew Patterson

### Bester Schauspieler in einem Science-Fiction- oder Fantasyfilm
Andy Samberg – Palm Springs
Christopher Abbott – Possessor
Jake Horowitz – Die Weite der Nacht (The Vast of Night)
Anthony Mackie – Synchronic
J. K. Simmons – Palm Springs

### Beste Schauspielerin in einem Science-Fiction- oder Fantasyfilm
Cristin Milioti – Palm Springs
Ally Ioannides – Synchronic
Katherine Langford – Zerplatzt (Spontaneous)
Sierra McCormick – Die Weite der Nacht (The Vast of Night)
Andrea Riseborough – Possessor

### Bester Superheldenfilm
The Old Guard – Produktion: A. J. Dix, David Ellison, Marc Evans, Dana Goldberg, Don Granger, Beth Kono und Charlize Theron
Birds of Prey: The Emancipation of Harley Quinn (Birds of Prey) – Produktion: Sue Kroll, Margot Robbie und Bryan Unkeless
Der geheime Club der zweitgeborenen Royals (Secret Society of Second-Born Royals) – Produktion: Andrew Green und Mandy Spencer-Phillips
Sonic the Hedgehog – Produktion: Toby Ascher, Takeshi Itō, Neal H. Moritz und Toru Nakahara
Superman: Man of Tomorrow – Produktion: James Krieg und Kimberly S. Moreau

### Bester Schauspieler in einem Superheldenfilm
Ewan McGregor – Birds of Prey: The Emancipation of Harley Quinn (Birds of Prey)
Skylar Astin – Der geheime Club der zweitgeborenen Royals (Secret Society of Second-Born Royals)
Jim Carrey – Sonic the Hedgehog
Chiwetel Ejiofor – The Old Guard
Ben Schwartz – Sonic the Hedgehog

### Beste Schauspielerin in einem Superheldenfilm
Margot Robbie – Birds of Prey: The Emancipation of Harley Quinn (Birds of Prey)
KiKi Layne – The Old Guard
Peyton Elizabeth Lee – Der geheime Club der zweitgeborenen Royals (Secret Society of Second-Born Royals)
Jurnee Smollett – Birds of Prey: The Emancipation of Harley Quinn (Birds of Prey)
Charlize Theron – The Old Guard

### Bester Animationsfilm
Soul – Produktion: Dana Murray
Onward: Keine halben Sachen (Onward) – Produktion: Kori Rae
Die bunte Seite des Monds (Over the Moon) – Produktion: Peilin Chou und Gennie Rim
Shaun das Schaf – Der Film: UFO-Alarm (A Shaun the Sheep Movie: Farmageddon) – Produktion: Paul Kewley
Familie Willoughby (The Willoughbys) – Produktion: Luke Carroll und Brenda Gilbert
Wolfwalkers – Produktion: Tomm Moore, Stéphan Roelants, Nora Twomey und Paul Young

### Bester Synchronsprecher in einem Animationsfilm
Jamie Foxx – Soul
Will Forte – Familie Willoughby (The Willoughbys)
Tom Holland – Onward: Keine halben Sachen (Onward)
John Krasinski – Ein tierischer Zirkus (Animal Crackers)
Chris Pratt – Onward: Keine halben Sachen (Onward)
Sam Rockwell – Der einzig wahre Ivan (The One and Only Ivan)

### Beste Synchronsprecherin in einem Animationsfilm
Tina Fey – Soul
Honor Kneafsey – Wolfwalkers
Maya Rudolph – Familie Willoughby (The Willoughbys)
Phillipa Soo – Die bunte Seite des Monds (Over the Moon)
Octavia Spencer – Onward: Keine halben Sachen (Onward)
Eva Whittaker – Wolfwalkers

### Bester Bösewicht in einem Film
Jim Carrey – Sonic the Hedgehog
Jane Krakowski und Martin Short – Familie Willoughby (The Willoughbys)
Kathryn Newton – Freaky
J. K. Simmons – Palm Springs
Hilary Swank – The Hunt

## Gewinner und Nominierte im Bereich Fernsehen
| Serie/Film                | N | A |
| ------------------------- | - | - |
| Lovecraft Country         | 6 | 2 |
| The Boys                  | 5 | 4 |
| Archer                    | 4 | 0 |
| Big Mouth                 | 4 | 0 |
| Evil                      | 4 | 0 |
| BoJack Horseman           | 3 | 2 |
| Harley Quinn              | 3 | 1 |
| Snowpiercer               | 3 | 1 |
| Supernatural              | 3 | 1 |
| Vikings                   | 3 | 1 |
| What We Do in the Shadows | 3 | 1 |
| Hanna                     | 3 | 0 |
| Hunters                   | 3 | 0 |
| Lucifer                   | 3 | 0 |
| Raised by Wolves          | 3 | 0 |
| Spuk in Bly Manor         | 3 | 0 |
| Star Trek: Lower Decks    | 3 | 0 |
| Outlander                 | 3 | 0 |
| The Outsider              | 3 | 0 |
| 9-1-1                     | 2 | 1 |
| The Mandalorian           | 2 | 1 |
| Star Trek: Picard         | 2 | 1 |
| Doom Patrol               | 2 | 0 |
| The Flash                 | 2 | 0 |
| Ratched                   | 2 | 0 |
| Rick and Morty            | 2 | 0 |
| Star Trek: Discovery      | 2 | 0 |
| Supergirl                 | 2 | 0 |
| S.W.A.T.                  | 2 | 0 |
| Upload                    | 2 | 0 |
| The Walking Dead          | 2 | 0 |
| Warrior                   | 2 | 0 |

### Beste Actionserie
Vikings
9-1-1
Hanna
Hunters
S.W.A.T.
Warrior

### Bester Schauspieler in einer Actionserie
Daveed Diggs – Snowpiercer
Andrew Koji – Warrior
Logan Lerman – Hunters
Alexander Ludwig – Vikings
Shemar Moore – S.W.A.T.
Al Pacino – Hunters

### Beste Schauspielerin in einer Actionserie
Angela Bassett – 9-1-1
Jennifer Connelly – Snowpiercer
Esmé Creed-Miles – Hanna
Mireille Enos – Hanna
Katheryn Winnick – Vikings
Alison Wright – Snowpiercer

### Beste Horrorserie
Lovecraft Country
Evil
Spuk in Bly Manor (The Haunting of Bly Manor)
The Outsider
Supernatural
The Walking Dead

### Bester Schauspieler in einer Horrorserie
Jensen Ackles – Supernatural
Mike Colter – Evil
Michael Emerson – Evil
Jonathan Majors – Lovecraft Country
Ben Mendelsohn – The Outsider
Jared Padalecki – Supernatural
Michael K. Williams – Lovecraft Country

### Beste Schauspielerin in einer Horrorserie
Jurnee Smollett – Lovecraft Country
Natalie Dormer – Penny Dreadful: City of Angels
Cynthia Erivo – The Outsider
Katja Herbers – Evil
T’Nia Miller – Spuk in Bly Manor (The Haunting of Bly Manor)
Wunmi Mosaku – Lovecraft Country
Victoria Pedretti – Spuk in Bly Manor (The Haunting of Bly Manor)

### Beste Science-Fiction- oder Fantasyserie
The Mandalorian
Outlander
Raised by Wolves
Star Trek: Discovery
Star Trek: Picard
Upload
What We Do in the Shadows

### Bester Schauspieler in einer Science-Fiction- oder Fantasyserie
Patrick Stewart – Star Trek: Picard
Robbie Amell – Upload
Travis Fimmel – Raised by Wolves
Sam Heughan – Outlander
Kayvan Novak – What We Do in the Shadows
Pedro Pascal – The Mandalorian
Nick Offerman – Devs

### Beste Schauspielerin in einer Science-Fiction- oder Fantasyserie
Natasia Demetriou – What We Do in the Shadows
Caitríona Balfe – Outlander
Amanda Collin – Raised by Wolves
Sonequa Martin-Green – Star Trek: Discovery
Thandiwe Newton – Westworld
Hilary Swank – Away
Jodie Whittaker – Doctor Who

### Beste Superheldenserie
The Boys
Doom Patrol
The Flash
Legends of Tomorrow
Lucifer
The Umbrella Academy

### Bester Schauspieler in einer Superheldenserie
Antony Starr – The Boys
Jon Cryer – Supergirl
Tom Ellis – Lucifer
Grant Gustin – The Flash
Karl Urban – The Boys
Cress Williams – Black Lightning

### Beste Schauspielerin in einer Superheldenserie
Aya Cash – The Boys
Melissa Benoist – Supergirl
Diane Guerrero – Doom Patrol
Elizabeth Marvel – Helstrom
Lili Reinhart – Riverdale
Cobie Smulders – Stumptown

### Beste Animationsserie
BoJack Horseman
Archer
Big Mouth
Central Park
Harley Quinn
Rick and Morty
Star Trek: Lower Decks

### Bester Synchronsprecher in einer Animationsserie
Will Arnett – BoJack Horseman
H. Jon Benjamin – Archer
Nick Kroll – Big Mouth
John Mulaney – Big Mouth
Jack Quaid – Star Trek: Lower Decks
Justin Roiland – Rick and Morty
J. B. Smoove – Harley Quinn

### Beste Synchronsprecherin in einer Animationsserie
Kaley Cuoco – Harley Quinn
Tawny Newsome – Star Trek: Lower Decks
Maya Rudolph – Big Mouth
Amy Sedaris – BoJack Horseman
Aisha Tyler – Archer
Jessica Walter – Archer

### Bester Bösewicht in einer Serie
Antony Starr – The Boys
Tom Ellis – Lucifer
Abbey Lee – Lovecraft Country
Samantha Morton – The Walking Dead
Sarah Paulson – Ratched
Finn Wittrock – Ratched